# Taboulé

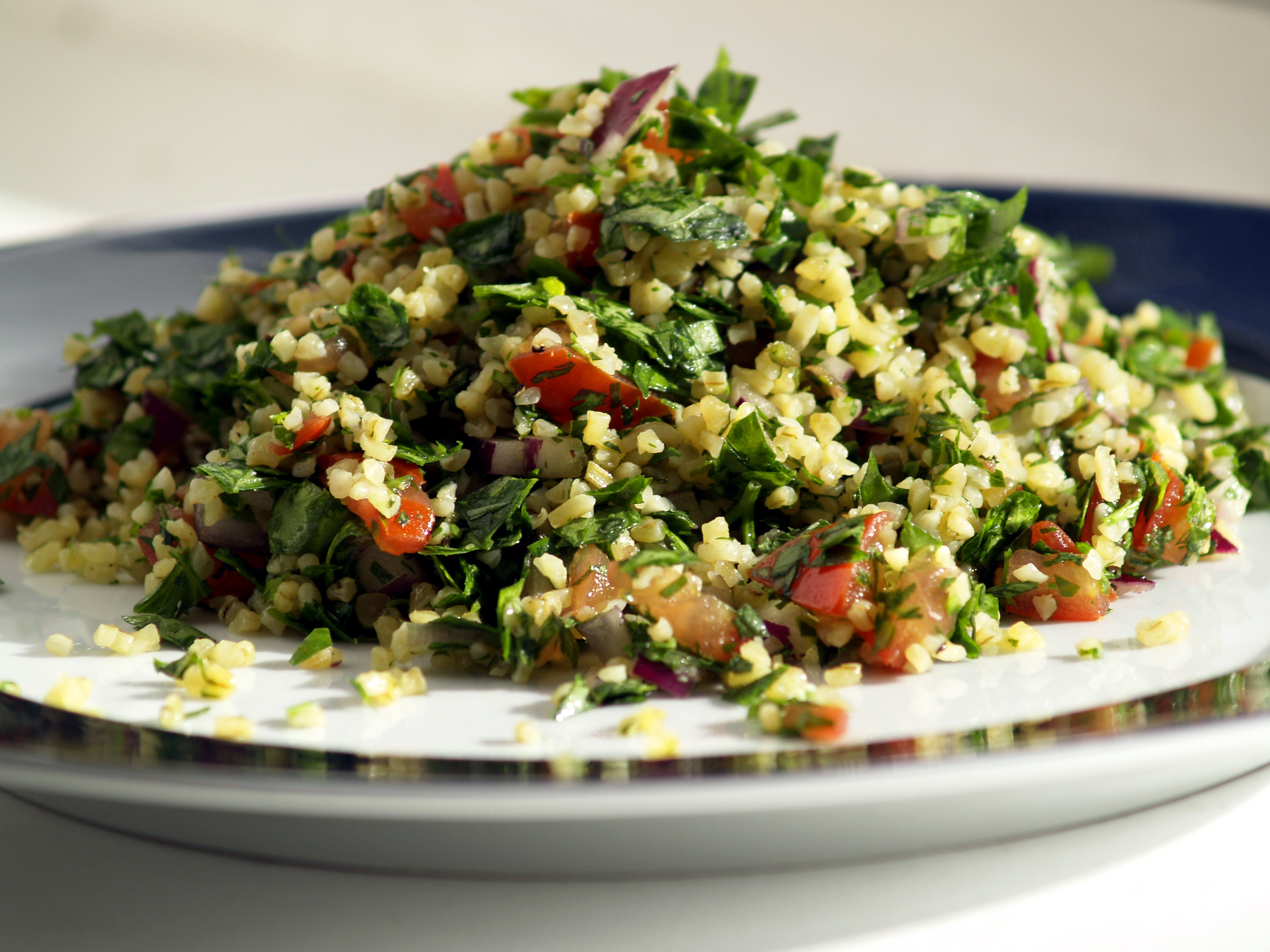
Taboulé

Taboulé (auch Tabbuleh, Tabouleh oder Tabbouleh; arabisch تبولة, DMG tabbūla; anhörenⓘ) ist ein Salat aus der arabischen und speziell der libanesischen und syrischen Küche. Im deutschen Sprachraum wird er auch als Petersiliensalat, Couscous-Salat oder Bulgursalat bezeichnet. Die türkische Variante des Bulgursalates nennt sich Kısır.
Taboulé besteht aus glatter Petersilie und feinem Bulgur (in Frankreich auch Couscous) sowie Tomaten, Frühlingszwiebeln oder Schalotten, Olivenöl, etwas Wasser und Zitronensaft. Auch Gurke und Paprika findet man im Taboulé, je nach der regionalen Abwandlung des Rezeptes. Zusätzlich gewürzt wird Taboulé mit frischer Pfefferminze sowie Salz und Pfeffer. Als weitere Zutat bietet sich Feta oder ein vergleichbarer Käse an.
Zur Zubereitung wird der Bulgur in kaltem oder lauwarmem Wasser eingeweicht, überschüssiges Wasser wird abgepresst. Die Petersilie, die Frühlingszwiebeln und die Minze werden grob geschnitten, die Tomaten überbrüht und in kleine Würfel geschnitten. Für das Dressing wird Zitronensaft mit Olivenöl, Salz und eventuell trockener Minze vermischt, danach wird es mit dem Bulgur und den anderen Zutaten vermengt, der Salat abgeschmeckt und angerichtet.
Taboulé wird als Vorspeise (Mezze) oder als Zwischenmahlzeit serviert, bisweilen kommt sie als Beilage, etwa zu Fisch, auf den Tisch und kann auch als Hauptspeise angeboten werden. Traditionell wird der Salat auf Blättern von Römersalat gegessen, seltener mit Brot oder allein.